# الثعلب (لحج)
الثعلب هي إحدى قرى الجمهورية اليمنية. وهي تتبع جغرافيًا لمحافظة لحج. وإداريًا لمديرية تبن. يبلغ تعداد سكانها 2638 نسمة حسب الإحصاء الذي أجري عام 2004.